# جاك فيشر
جاك فيشر (بالإنجليزية: Jack David Fischer) (و. 1974  م) هو ضابط، ورائد فضاء أمريكي، ولد في لويزفيل، ويحمل رتبة عسكرية عقيد.

## التعليم
تعلم في معهد ماساتشوستس للتكنولوجيا، وكلية تدريب الطيارين الاختباريين الأمريكية ‏، وأكاديمية سلاح الجو الأمريكي.

## الخدمة العسكرية
خدم في القوات الجوية الأمريكية.

## جوائز
حصل على جوائز منها:
- ميدالية الخدمة المتميزة لناسا
- ميدالية خدمة الدفاع الوطني  [لغات أخرى]‏
- نوط الجو
- الميدالية التقديرية للخدمة  [لغات أخرى]‏
- Afghanistan Campaign Medal [الإنجليزية]‏.